# United Rugby Championship
United Rugby Championship (tidigare Guinness PRO14-ligan) är en årlig klubblagstävling i rugby union innehållande 16 professionella lag från de 5 nationerna; Irland, Skottland, Wales, Italien och Sydafrika. URC är en av de tre stora professionella ligorna i Europa (de andra är engelska Premiership och den franska Top14-ligan), där de mest framgångsrika klubbarna går vidare till att delta i European Rugby Champions Cup. Det nuvarande namnet United Rugby Championship började användas 2021 efter att de fyra största klubbarna från Sydafrika; (Stormers, Sharks, Bulls och Lions) anslutit sig till turneringen.